# Edgar Barrier
Edgar Barrier (New York, 4 marzo 1907 – Los Angeles, 20 giugno 1964) è stato un attore statunitense.

## Biografia
Dopo aver frequentato la Columbia University, Edgar Barrier iniziò a recitare in teatro e, durante gli anni trenta, apparve in numerose produzioni di Broadway, fra cui Mary of Scotland (1933) di Maxwell Anderson e Idiot's Delight (1936) di Robert E. Sherwood. Verso la fine del decennio entrò a far parte del Mercury Theatre di Orson Welles, partecipando sia a spettacoli teatrali che a produzioni radiofoniche della leggendaria compagnia. Apparve in une delle prime opere cinematografiche di Welles, Too Much Johnson, girata nel 1938. Fu inoltre uno degli attori che prestarono la voce al personaggio del Santo in una serie radiofonica di Simon Templar. 
Trasferitosi a Hollywood all'inizio degli anni quaranta, Barrier fu impiegato in numerosi ruoli secondari in pellicole in costume e di avventura. Interpretò il poliziotto Raoul Dubert in Il fantasma dell'opera (1943), al fianco di Claude Rains e Nelson Eddy, e recitò in due celebri pellicole di ambientazione esotica, Le mille e una notte (1942) e Il cobra (1944), entrambe accanto a María Montez, Jon Hall e Sabu. Tornò inoltre a recitare con Orson Welles in due film, Terrore sul Mar Nero (1943), in cui vestì i panni di un agente segreto turco, e Macbeth (1948), in cui interpretò il ruolo di Banquo, e che rappresentò forse l'apice della sua carriera cinematografica. 
Dopo aver interpretato il ruolo del cardinale Richelieu in Cirano di Bergerac (1950), nel corso degli anni cinquanta Barrier girò ancora numerose avventure in costume ma diradò progressivamente le sue apparizioni cinematografiche per dedicarsi alla televisione. Recitò in alcune serie antologiche come Fireside Theatre (1950-1951) e Lux Video Theatre (1955-1957) e interpretò il personaggio di Don Cornelio Esperon in tre episodi della serie Zorro (1959). La sua ultima apparizione sulle scene fu nel telefilm Indirizzo permanente, di cui interpretò tre episodi tra il 1962 e il 1964, anno della sua morte, avvenuta all'età di 57 anni per un infarto. Fu sepolto al Westwood Village Memorial Park Cemetery di Los Angeles.

## Filmografia parziale

### Cinema
- Too Much Johnson, regia di Orson Welles (1938)
- Incontro senza domani (Escape), regia di Mervyn LeRoy (1940)
- Corrispondente X (Comrade X), regia di King Vidor (1940)
- Otto giorni di vita (They Dare Not Love), regia di James Whale (1941)
- L'idolo delle folle (The Pride of the Yankees), regia di Sam Wood (1942)
- Le mille e una notte (Arabian Nights), regia di John Rawlins (1942)
- Terrore sul Mar Nero (Journey Into Fear), regia di Norman Foster, Orson Welles (1943)
- Il fantasma dell'opera (Phantom of the Opera), regia di Arthur Lubin (1943)
- Il carnevale della vita (Flesh and Fantasy), regia di Julien Duvivier (1943)
- Il cobra (Cobra Woman), regia di Robert Siodmak (1944)
- La barriera d'oro (Nob Hill), regia di Henry Hathaway (1945)
- Missione di morte (Cornered), regia di Edward Dmytryk (1945)
- Tarzan e la donna leopardo (Tarzan and the Leopard Woman), regia di Kurt Neumann (1946)
- Oppio (To the Ends of the Earth), regia di Robert Stevenson (1948)
- La diligenza di Silverado (Adventures in Silverado), regia di Phil Karlson (1948)
- La legione dei condannati (Rogues' Regiment), regia di Robert Florey (1948)
- Macbeth, regia di Orson Welles (1948)
- L'ultimo dei bucanieri (Last of the Buccaneers), regia di Lew Landers (1950)
- Cirano di Bergerac (Cyrano de Bergerac), regia di Michael Gordon (1950)
- Il lago in pericolo (The Whip Hand), regia di William Cameron Menzies (1951)
- L'isola dell'uragano (Hurricane Island), regia di Lew Landers (1951)
- Navi senza ritorno (Prince of Pirates), regia di Sidney Salkow (1953)
- Le ore sono contate (Count the Hours!), regia di Don Siegel (1953)
- La spada di Damasco (The Golden Blade), regia di Nathan Juran (1953)
- L'ultimo dei comanches (The Stand at Apache River), regia di Lee Sholem (1953)
- La fortezza dei tiranni (The Saracen Blade), regia di William Castle (1954)
- La principessa del Nilo (Princess of the Nile), regia di Harmon Jones (1954)
- Sindacato del porto (Rumble on the Docks), regia di Fred F. Sears (1956)
- Il mostro dei cieli (The Giant Claw), regia di Fred F. Sears (1957)
- Un generale e mezzo (On the Double), regia di Melville Shavelson (1961)
- Biancaneve e i tre compari (Snow White and the Three Stooges), regia di Walter Lang (1961)
- I pirati di Tortuga (Pirates of Tortuga), regia di Robert D. Webb (1961)

### Televisione
- Fireside Theatre – serie TV, 4 episodi (1950-1951)
- TV Reader's Digest – serie TV, episodio 1x18 (1955)
- Lux Video Theatre – serie TV, 4 episodi (1955-1957)
- 77º Lancieri del Bengala (Tales of the 77th Bengal Lancers) – serie TV, episodio 1x06 (1956)
- Crossroads – serie TV, episodio 2x21 (1957)
- Zorro – serie TV, 3 episodi (1959)
- Carovane verso il West (Wagon Train) – serie TV, 1 episodio (1959)
- General Electric Theater – serie TV, episodio 8x12 (1959)
- Avventure in paradiso (Adventures in Paradise) – serie TV, episodio 3x12 (1961)
- The Dick Powell Show – serie TV, episodi 1x12-2x14 (1961-1963)
- Hawaiian Eye – serie TV, episodio 3x18 (1962)
- Ensign O'Toole – serie TV, episodio 1x10 (1962)
- Indirizzo permanente (77 Sunset Strip) – serie TV, 3 episodi (1962-1964)

## Doppiatori italiani
- Giorgio Capecchi in Le mille e una notte
- Ennio Cerlesi in Il fantasma dell'opera
- Aldo Silvani in Il carnevale della vita
- Stefano Sibaldi in Macbeth
- Amilcare Pettinelli in Cirano di Bergerac